# Trylinka

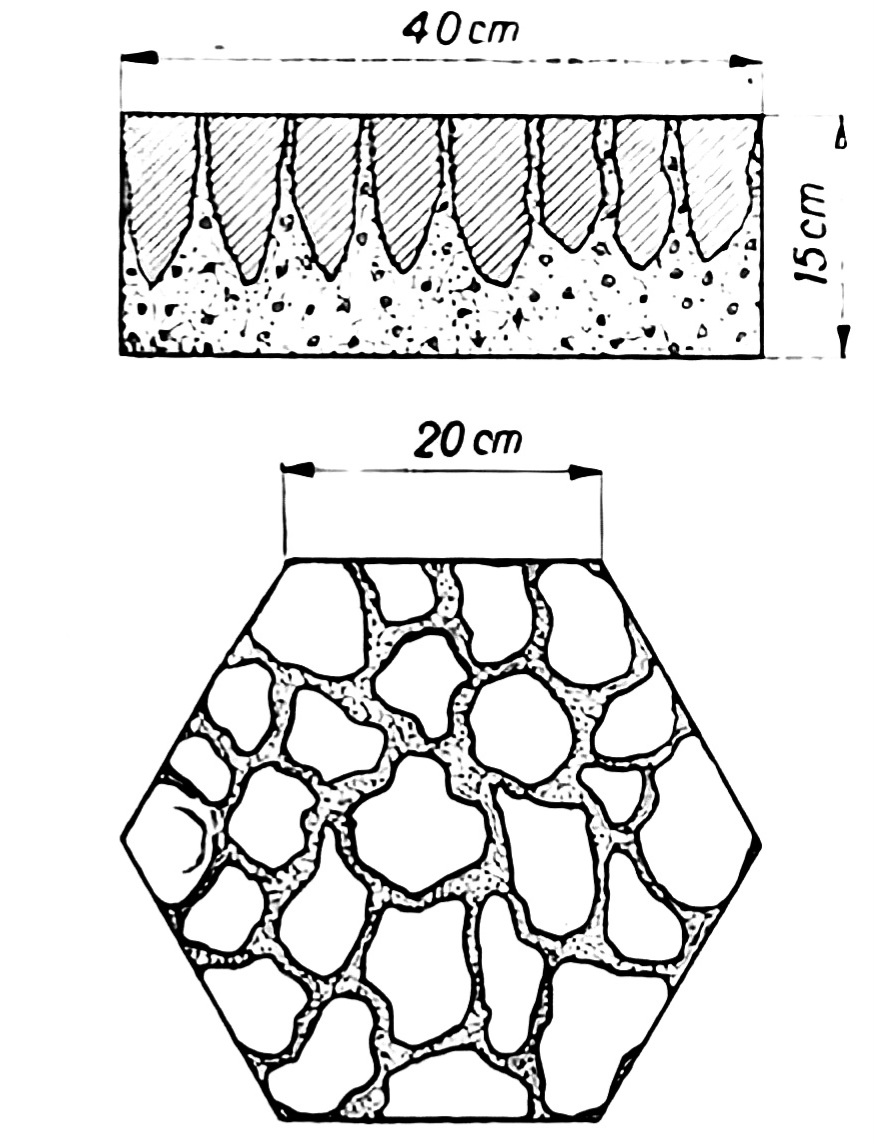
Konstrukcja trylinki

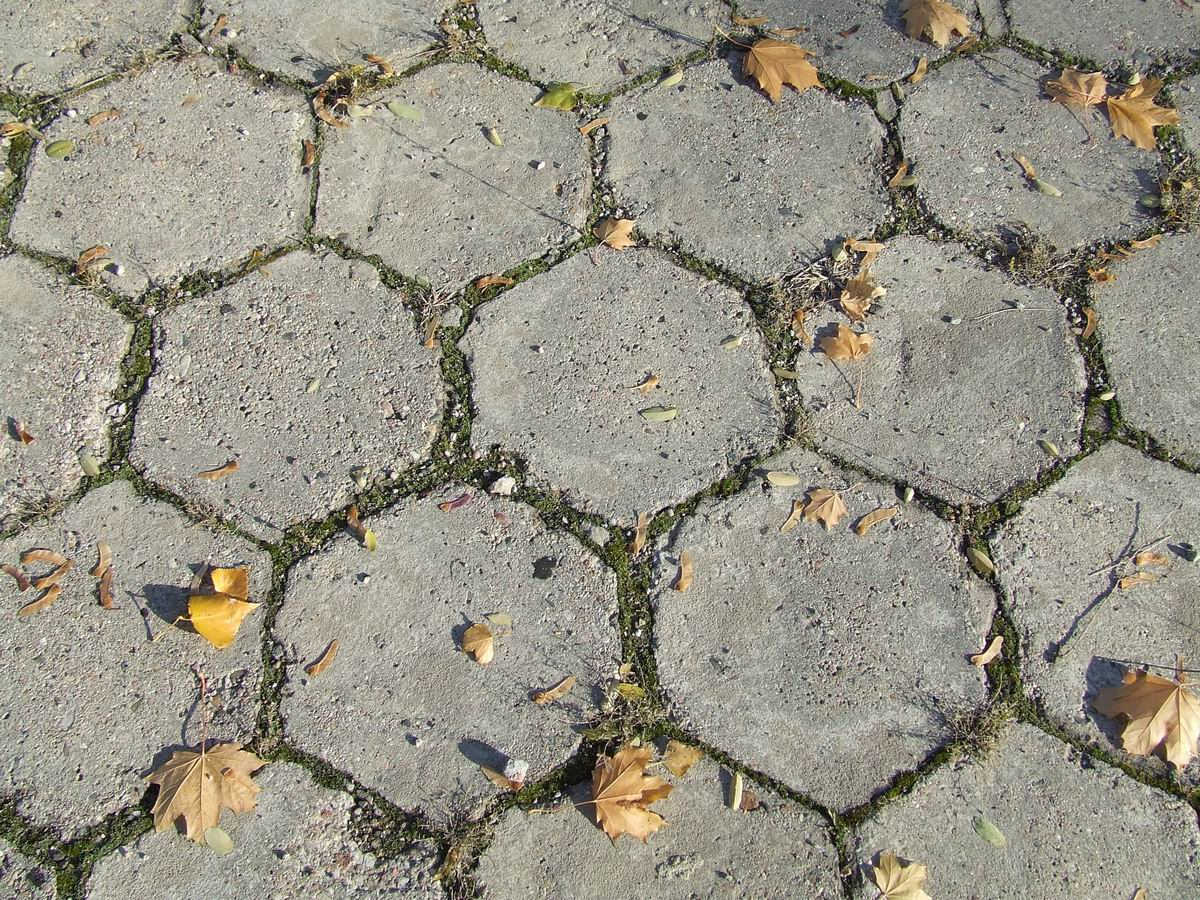
Nawierzchnia z trylinki

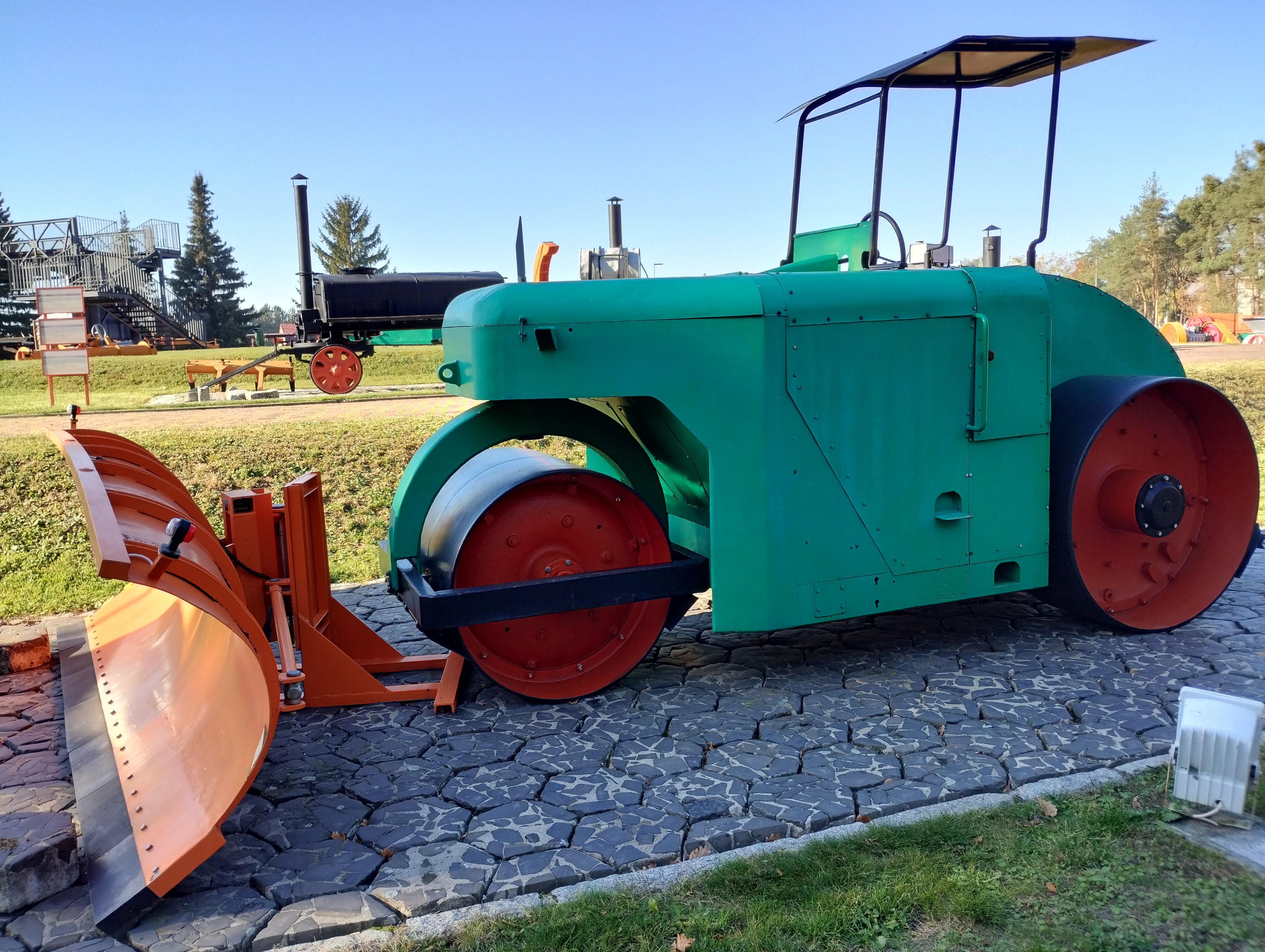
Nawierzchnia z trylinki wg oryginalnej technologii z grubszym tłuczniem w Muzeum Drogownictwa w Szczucinie

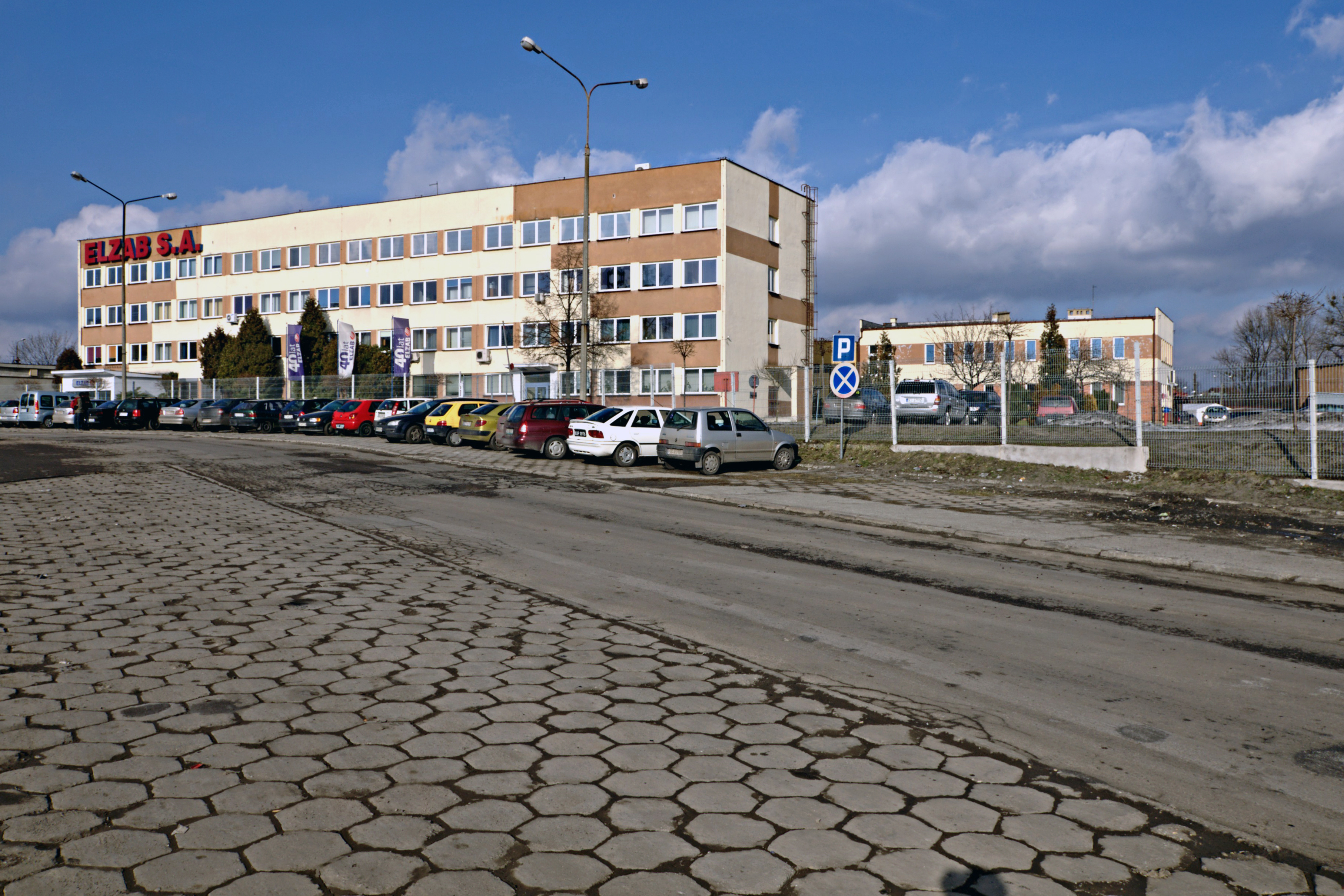
Powierzchnia z trylinki w Zabrzu

Trylinka – sześciokątne płyty betonowe (o wymiarach ok.: szer. 35 cm, dł. ścianki bocznej 20 cm, wys. 15 cm, 12 cm lub 8 cm) używane zazwyczaj do budowy nawierzchni parkingów, składowisk, tymczasowych dróg. Trylinka stosowana jest również do zabezpieczania i utwardzania pochyłych nawierzchni wkopów lub nasypów. Nazwa pochodzi od nazwiska polskiego wynalazcy Władysława Trylińskiego, któremu 24 kwietnia 1933 roku udzielono patentu nr 18323 na jezdnię drogową i chodniki z płyt betonowych sześciokątnych.
W celu zwiększenia trwałości, górna powierzchnia płyty powinna być wzmocniona kruszywem kamiennym. Z oryginalnej specyfikacji z 1932 roku wynika, że płyty betonowe dla jezdni powinny mieć górną powierzchnię ze szczelnie ułożonych grubszych ziarn tłucznia (6 do 8 cm) z twardego kamienia, np. granitu, bazaltu, kwarcytu lub też może być użyty kamień polny pod warunkiem starannego sortowania. Na dno formy układa się ręcznie gruby tłuczeń, który zalewa się najpierw zaprawą cementową, potem formę wypełnia się betonem z drobniejszego tłucznia. Według zastrzeżenia patentowego z 1932 roku boczne krawędzie płyt należało przed ułożeniem pokryć warstwą smoły lub asfaltu.
W praktyce w procesie produkcji na dnie formy najpierw wkładano kawałki kamienia, a następnie zalewano do połowy wysokości betonem wysokiej jakości. Pozostałą część formy wypełniano chudym betonem. Po związaniu betonu formy odwracano.
Ponieważ przy wyrobie trylinki nie stosowano wibracji ani prasowania, ustępowała ona pod względem jakości nowoczesnym elementom brukarskim. Zachowały się jednak nawierzchnie liczące ponad 60 lat. Do najstarszych zaliczyć można poglądowe nawierzchnie na terenie kompleksu Politechniki Warszawskiej, wejście bramami od ulic: Koszykowej, Niepodległości, Nowowiejskiej, gdzie ułożone są fragmenty trylinek z tłuczniem (o frakcji ok. 0,63 mm) bazaltowym i porfirowym. Obok klasycznej sześciokątnej trylinki jest tam też ekspozycja z elementów prostokątnych, których technologia wykonania sugerować może, iż są one także autorstwa inż. Trylińskiego. Na terenie Warszawy można było spotkać też trylinkę z tłuczniem granitowym pochodzącym z kamieni narzutowych.
W związku z zabytkowym charakterem powojennego kompleksu ⁣⁣Muranowa Południowego⁣⁣ w Warszawie stołeczny konserwator zabytków zlecił w styczniu 2022 odtworzenie tam 448,2 m² nawierzchni z trylinki.
Trylinka o wys. 12 cm waży 28 kg, natomiast o wys. 8 cm – 24 kg. Spotykana jest również trylinka o wysokości 15 cm i wadze 35 kg.